# ISCU
ISCU‏ (Iron-sulfur cluster assembly enzyme) هوَ بروتين يُشَفر بواسطة جين ISCU في الإنسان.